# Stations de télévision affiliées à ABC
 (janvier 2018).
 (mai 2025).
ABC est un réseau américain de télévision détenu par la Walt Disney Company et qui possède de nombreuses stations de diffusion affiliées.
Le numéro de la chaîne suit son abréviation. Dans la plupart des cas, c'est aussi leur fréquence d'émission.

## Par état des États-Unis

### Alabama
- Anniston : WJSU-TV 40 (satellite de WBMA-LD)
- Birmingham : WBMA-LD 58
- Dothan : WDHNV 18
- Huntsville : WAAY-TV 31
- Montgomery : WNCF-TV 32
- Tuscaloosa : WCFT-TV 33 (satellite de WBMA-LD)

### Alaska
- Anchorage : KIMO-TV 13
- Fairbanks : KATN-TV 2
- Juneau : KJUD-TV 8

### Arizona
- Phoenix : KNXV-TV 15
- Tucson : KGUN-TV 9
- Yuma / El Centro (Californie) : KECY-TV 5

### Arkansas
- Fayetteville : KHOG-TV 29
- Fort Smith : KHBS-TV 40
- Jonesboro : KAIT-TV 8
- Little Rock : KATV 7

### Californie
- Arcata : KAEF-TV 23
- Bakersfield : KERO-TV 23
- El Centro / Yuma (Arizona) : KECY-TV 5
- Palm Springs : KESQ-TV 42/3
- Redding / Chico : KRCR-TV 7
- Sacramento : KXTV-TV 10
- San Diego : KGTV 10
- Santa Barbara : KEYT-TV 3
- Détenu et opérée
  - Fresno / Visalia : KFSN-TV 30
  - Los Angeles : KABC-TV 7
  - San Francisco / San José / Oakland : KGO-TV 7

### Caroline du Nord
- Asheville : WLOS-TV 13
- Charlotte : WSOC-TV 9
- Greenville : WCTI-TV 12
- Raleigh / Durham : WTVD-TV 11
- Wilmington : WWAY-TV 3
- Winston-Salem / Greensboro : WXLV-TV 45

### Caroline du Sud
- Charleston : WCIV-TV 4
- Columbia : WOLO-TV 25
- Florence : WPDE-TV 15

### District de Columbia
- Washington (district de Columbia) : WJLA-TV 7

### Colorado
- Colorado Springs : KRDO-TV 13
- Denver : KMGH-TV 7
- Grand Junction : KJCT-TV 8

### Connecticut
- New Haven : WTNH-TV 8

### Dakota du Nord
- Bismarck : KBMY-TV 17
- Fargo : WDAY-TV 6
- Grand Forks : WDAZ-TV 8
- Minot : KMCY-TV 14

### Dakota du Sud
- Pierre : KPRY-TV 4
- Rapid City : KOTA-TV 3
- Sioux Falls : KSFY-TV 13

### Floride
- Gainesville : WCJB-TV 20
- Jacksonville WJXX-TV 25
- Miami / Lauderdale : WPLG-TV 10
- Naples / Fort Myers : WZVN-TV 7/26
- Orlando / Daytona Beach : WFTV-TV 9
- Panama City : WMBB-TV 13
- Pensacola : WEAR-TV 3
- Sarasota : WWSB-TV 40
- Tallahassee : WTXL-TV 27
- Tampa / Saint Petersburg : WFTS-TV 28
- West Palm Beach : WPBF-TV 25

### Géorgie
- Atlanta : WSB-TV 2
- Augusta : WJBF-TV 6
- Columbus : WTVM-TV 9
- Macon : WPGA-TV 58
- Savannah : WJCL-TV 22

### Hawaii
- Honolulu : KITV-TV 4

### Idaho
- Boise : KIVI-TV 6
- Idaho Falls : KIFI-TV 8
- Twin Falls : KSAW-TV 52

### Illinois
- Détenu et opérée
  - Chicago : WLS-TV 7
- Harrisburg / Cape Girardeau : WSIL-TV 3
- Moline (Quad Cities) : WQAD-TV 8
- Peoria / Bloomington : WHOI-TV 19
- Rockford : WTVO-TV 17
- Springfield / Decatur : WAND-TV 17

### Indiana
- Evansville : WEHT-TV 25
- Fort Wayne : WPTA-TV 21
- Indianapolis : WRTV-TV 6
- South Bend : WBND-LP 57

### Iowa
- Cedar Rapids : KCRG-TV 9
- Des Moines / Ames : WOI-TV 5
- Sioux City : KCAU-TV 9

### Kansas
- Topeka : KTKA-TV 49
- Wichita / Hutchinson : KAKE-TV 10

### Kentucky
- Bowling Green : WBKO-TV 13
- Lexington : WTVQ-TV 36
- Louisville : WHAS-TV 11

### Louisiane
- Alexandria : KLAX-TV 31
- Bâton-Rouge : WBRZ-TV 2
- Lafayette : KATC-TV 3
- Monroe : KAQY-TV 11
- La Nouvelle-Orléans : WGNO-TV 26
- Shreveport : KTBS-TV 3

### Maine
- Bangor : WVII-TV 7
- Portland : WMTW-TV 8

### Maryland
- Baltimore : WMAR-TV 2
- Salisbury (Delmarva): WMDT-TV 47

### Massachusetts
- Boston : WCVB-TV 5
- New Bedford : WLNE-TV 6
- Springfield : WGGB-TV 40

### Michigan
- Battle Creek : WOTV-TV 41
- Calumet : WBKP-TV 5
- Flint : WJRT-TV 12
- Grand Rapids : WZZM-TV 13
- Ishpeming : WBUP-TV 10
- Lansing : WLAJ-TV 53
- Sault Ste. Marie : WGTQ-TV 8
- Traverse City : WGTU-TV 29
- Détenu et opérée
  - Détroit : WXYZ-TV 7

### Minnesota
- Duluth : WDIO-TV 10/13
- Minneapolis / Saint Paul : KSTP-TV 5
- Rochester : KAAL-TV 6

### Mississippi
- Greenville : WABG-TV 6
- Jackson : WAPT-TV 16
- Meridian : WTOK-TV 11
- Tupelo : WKDH-TV 45

### Missouri
- Columbia : KMIZ-TV 17
- Joplin : KODE-TV 12
- Kansas City : KMBC-TV 9
- Kirksville : KTVO-TV 3
- Springfield : KSPR-TV 33
- Saint Joseph : KQTV-TV 2
- Saint-Louis : KDNL-TV 30

### Montana
- Billings : KSVI-TV 6
- Butte : KWYB-TV 18/28
- Great Falls : KFBB-TV 5
- Missoula : KTMF-TV 23/59

### Nebraska
- Kearney : KHGI-TV 6/13
- Lincoln : KLKN-TV 8
- Omaha : KETV-TV 7
- Scottsbluff : KDUH-TV 4 (Satellite of KOTA-TV 3 Rapid City (Dakota du Sud))

### Nevada
- Las Vegas : KTNV-TV 13
- Reno : KOLO-TV 8

### New Hampshire
- Manchester : WMUR-TV 9

### New Jersey
- aucun

### New York
- Albany / Schenectady / Troy : WTEN-TV 10
- Binghamton : WIVT-TV 34
- Buffalo : WKBW-TV 7
- Elmira : WENY-TV 36
- Rochester : WHAM-TV 13
- Syracuse : WIXT TV 9
- Utica : WUTR-TV 20
- Détenu et opérée
  - New York : WABC-TV 7

### Nouveau Mexique
- Albuquerque : KOAT-TV 7

### Ohio
- Cincinnati : WCPO-TV 9
- Cleveland : WEWS-TV 5
- Columbus : WSYX-TV 6
- Dayton : WKEF-TV 22
- Toledo : WTVG-TV 13
- Youngstown : WYTV-TV 33

### Oklahoma
- Lawton : KSWO-TV 7
- Oklahoma City : KOCO-TV 5
- Tulsa : KTUL-TV 8

### Oregon
- Eugene : KEZI 9
- Klamath Falls : KDKF-TV 31
- Medford : KDRV-TV 12
- Portland : KATU 2

### Pennsylvanie
- Érié : WJET-TV 24
- Harrisburg : WHTM-TV 27
- Johnstown / Altoona : WATM-TV 23
- Pittsburgh : WTAE-TV 4
- Wilkes-Barre / Scranton : WNEP-TV 16
- Détenu et opérée
  - Philadelphie : WPVI-TV 6

### Tennessee
- Chattanooga : WTVC-TV 9
- Jackson : WBBJ-TV 7
- Kingsport (Tri-City) : WKPT-TV 19
- Knoxville : WATE-TV 6
- Memphis : WPTY-TV 24
- Nashville : WKRN-TV 2

### Texas
- Abilene / Sweetwater : KTXS-TV 12
- Amarillo : KVII-TV 7
- Austin : KVUE-TV 24
- Beaumont / Port Arthur : KBMT-TV 12
- Bryan : KRHD-TV 40
- Corpus Christi : KIII-TV 3
- Dallas / Fort Worth : WFAA-TV 8
- El Paso : KVIA-TV 7
- Lubbock : KAMC-TV 28
- Lufkin : KTRE-TV 9
- Odessa / Midland : KMID-TV 2
- San Antonio : KSAT-TV 12
- Tyler / Longview : KLTV-TV 7
- Victoria : KAVU 25
- Waco : KXXV-TV 25
- Weslaco (Rio Grande Valley) : KRGV-TV 5
- Détenu et opérée
  - Houston : KTRK-TV 13

### Utah
- Salt Lake City : KTVX-TV 4

### Vermont
- Burlington : WVNY 22

### Virginie
- Harrisonburg / Charlottesville : WHSV-TV 3
- Norfolk / Hampton : WVEC-TV 13
- Richmond : WRIC-TV 8
- Roanoke / Lynchburg : WSET-TV 13

### Washington
- Kennewick : KVEW-TV 42
- Seattle / Tacoma : KOMO-TV 4
- Spokane : KXLY(TV) 4
- Yakima : KAPP-TV 35

### Virginie Occidentale
- Charleston / Huntington : WCHS-TV 8
- Oak Hill : WOAY-TV 4

### Wisconsin
- Eagle River : WYOW-TV 34
- Eau Claire : WQOW-TV 18
- Green Bay / Appleton : WBAY-TV 2
- La Crosse : WXOW-TV 19
- Madison : WKOW-TV 27
- Milwaukee : WISN-TV 12
- Wausau : WAOW-TV 9

### Wyoming
- Casper : KTWO-TV 2
- Cheyenne : KKTU-TV 33, cable 8

## Autres lieux

### Bermudes
- Hamilton : ZFB-TV 7

### Guam
- Hagåtña : KTGM-TV 14

### Puerto Rico
- Aguadilla : WPRU-LP 20

### Iles Vierges
- Saint Croix : WSVI-TV 8

## Par sociétés
| Société                                 | Nb de chaîne détenues | Chaînes détenues                                                                                                 |
| --------------------------------------- | --------------------- | --- |
| Hearst Television                       | 14                    | KETV, KHBS, KHOG-TV, KITV, KMBC-TV, KOAT-TV, KOCO-TV, WAPT-TV, WCVB-TV, WISN-TV, WMTW-TV, WMUR-TV, WPBF, WTAE-TV |
| Sinclair Broadcast Group                | 9                     | KDNL-TV, WCHS-TV, WEAR-TV, WICD-TV, WICS-TV, WKEF, WLOS, WSYX, WXLV-TV                                           |
| Allbritton Communications               | 9                     | KATV, KTUL-TV, WBMA-LP, WCFT-TV, WCIV, WHTM-TV, WJLA-TV, WJSU-TV, WSET-TV                                        |
| Gray Television                         | 8                     | KAKE-TV, KLBY, KOLO-TV, KUPK-TV, WBKO, WHSV-TV, WTOK-TV, WVAW-LP                                                 |
| E. W. Scripps Company                   | 7                     | KGTV, KNXV-TV, WCPO-TV, WEWS-TV, WFTS, WMAR-TV, WXYZ-TV                                                          |
| Hubbard Broadcasting                    | 6                     | KAAL, KRWF, KSAX, KSTP-TV, WDIO-TV, WIRT                                                                         |
| Newport Television                      | 6                     | KTVX, WHAM-TV, WIVT, WPTY-TV, WSYR-TV, WWTI                                                                      |
| Young Broadcasting                      | 6                     | WATE-TV, WBAY-TV, WCDC, WKRN-TV, WRIC-TV, WTEN                                                                   |
| Barrington Broadcasting                 | 6                     | KHQA-DT, KTVO, KVIH-TV, KVII-TV, WHOI-TV, WPDE-TV                                                                |
| Max Media                               | 6                     | KFBB-TV, KHBB-LP, KTMF, KWYB, WGTQ, WGTU                                                                         |
| News-Press & Gazette Company            | 5                     | KESQ-TV, KIFI-TV, KJCT, KRDO-TV, KVIA-TV                                                                         |
| Raycom Media                            | 5                     | KAIT, KLTV, KSAW-LP, WLOX, WTVM                                                                                  |
| Nexstar Broadcasting Group              | 5                     | KMID-TV, KQTV, KSVI, WDHN, WJET-TV                                                                               |
| Mission Broadcasting                    | 4                     | KAMC, KODE-TV, WTVO, WUTR-TV                                                                                     |
| Chambers Communications Corporation     | 4                     | KDKF, KDRV, KEZI, KOHD                                                                                           |
| Duhamel Broadcasting                    | 4                     | KDUH-TV, KHSD-TV, KOTA-TV, KSGW-TV                                                                               |
| Forum Communications                    | 4                     | KBMY, KMCY, WDAY-TV, WDAZ-TV                                                                                     |
| Bonten Media Group                      | 4                     | KAEF, KRCR-TV, KTXS-TV, WCTI-TV                                                                                  |
| Smith Media                             | 4                     | KATN, KEYT-TV, KIMO, KJUD                                                                                        |
| Belo Corporation                        | 4                     | KVUE, WFAA-TV, WHAS-TV, WVEC-TV                                                                                  |
| McGraw-Hill Broadcasting                | 3                     | KERO-TV, KMGH-TV, WRTV                                                                                           |
| Quincy Newspapers                       | 3                     | WKOW-TV, WQOW-TV, WXOW-TV                                                                                        |
| Freedom Communications                  | 3                     | WLAJ, WLNE-TV, WTVC-TV                                                                                           |
| Rockfleet Broadcasting                  | 3                     | WAOW-TV, WVII-TV, WYOW-TV                                                                                        |
| Gannett Company                         | 3                     | KXTV, WJXX, WZZM-TV                                                                                              |
| Pappas Telecasting Companies            | 3                     | KHGI-TV, KWNB-TV, WSWS-CA                                                                                        |
| Cox Enterprises                         | 3                     | WFTV, WSB-TV, WSOC-TV                                                                                            |
| Bahakel Communications                  | 3                     | WABG-TV, WBBJ-TV, WOLO-TV                                                                                        |
| Morgan Murphy Stations                  | 3                     | KAPP-DT, KVEW-DT, KXLY-TV                                                                                        |
| Wicks Television                        | 3                     | KABY-TV, KPRY-TV, KSFY-TV                                                                                        |
| Journal Broadcast Group                 | 3                     | KGUN-TV, KIVI, KTNV                                                                                              |
| Calkins Media                           | 3                     | WAAY-TV, WTXL-TV, WWSB                                                                                           |
| Media General                           | 3                     | WJBF-TV, WMBB, WTVQ-TV                                                                                           |
| Post-Newsweek Stations                  | 2                     | KSAT-TV, WPLG |
| Melvin C. Wheeler                       | 2                     | KPOB-TV, WSIL-TV                                                                                                 |
| West Virginia Media Holdings            | 2                     | WBOY-DT, WTRF-DT                                                                                                 |
| LIN Television                          | 2                     | WOTV, WTNH-TV |
| Citadel Communications                  | 2                     | KCAU-TV, KLKN |
| Local TV LLC                            | 2                     | WNEP-TV, WQAD-TV                                                                                                 |
| Sorensen Broadcasting Group             | 2                     | KPPC, KTGM |
| Fisher Communications                   | 2                     | KATU, KOMO-TV |
| McKinnon Broadcasting                   | 2                     | KBMT, KIII-TV |
| Drewry Communications Group             | 2                     | KSWO-TV, KXXV-TV                                                                                                 |
| SJL Broadcasting                        | 2                     | WJRT-TV, WTVG |
| Holston Valley Broadcasting Corporation | 1                     | WKPT-TV |
| Lockwood Broadcasting Group             | 1                     | KTEN |
| Evening Post Publishing Company         | 1                     | KATC |
| Delmarva Broadcast Service              | 1                     | WMDT |
| Saga Communications                     | 1                     | KAVU-TV |
| JW Broadcasting                         | 1                     | KMIZ |
| The Wray Family of Shreveport           | 1                     | KTBS-TV |
| Free State Communications               | 1                     | KTKA-TV |
| PJF Communications                      | 1                     | PJF-1 |
| LKK Group                               | 1                     | WPRU-LP |
| Bluestone Television                    | 1                     | KTXE-LP |
| Metro Video Productions                 | 1                     | WLQP-LP |
| Silverton Media                         | 1                     | KTWO-TV |
| Diversified Communications              | 1                     | WCJB-TV |
| Southern Broadcasting                   | 1                     | WKDH |
| Mobile Video Tapes, Inc.                | 1                     | KRGV-TV |
| Tribune Broadcasting                    | 1                     | WGNO-TV |
| Monroe Broadcasting                     | 1                     | KAQY |
| Perkin Media                            | 1                     | KSPR |
| Montclaire Communications               | 1                     | WZVN-TV |
| Pollack/Belz Communications             | 1                     | KLAX-TV |
| Frontier Radio Management               | 1                     | WGXA |
| Granite Broadcasting                    | 1                     | WKBW-TV |
| Morris Multimedia                       | 1                     | WWAY |
| Alpha Broadcasting Corporation          | 1                     | WSVI |
| New Vision Television                   | 1                     | WJCL-TV |
| SagamoreHill Broadcasting               | 1                     | WNCF |
| Capital Communications                  | 1                     | WOI-TV |
| Cedar Rapids Television Company         | 1                     | KCRG-TV |
| Lambert Broadcasting of Burlington      | 1                     | WVNY |
| Equity Broadcasting                     | 1                     | KDEV-LP |
| Bermuda Broadcasting                    | 1                     | ZFB-TV |
| Stephan Marks                           | 1                     | WBUP |
| Pacific Media Corporation               | 1                     | KECY |
| Thomas Broadcasting Company             | 1                     | WOAY-TV |
| Palm Television                         | 1                     | WATM-TV |
| Weigel Broadcasting                     | 1                     | WBND-LP |
| Gormally Broadcasting                   | 1                     | WGGB-TV |
| Lilly Broadcasting                      | 1                     | WENY-TV |
| Parkin Broadcasting                     | 1                     | WYTV |
| Gilmore Broadcasting Company            | 1                     | WEHT |
| Louisiana Television Broadcasting       | 1                     | WBRZ-TV |
| Malara Broadcasting                     | 1                     | WPTA |